# Emilia Milicescu
Emilia Milicescu (n. 6 aprilie 1908, Bechet – d. 6 iunie 1990, București) a fost o poetă, prozatoare, publicistă și istoric literar de origine română.

## Viață timpurie
Este fiica grefierului Paul Sadoveanul și a Marianei, născută Stoian. Pe linie maternă se trage din Ștefan Ogrineanu, un ostaș al lui Mihai Viteazul. Bunicul ei, Gheorghe-Nicola Stoian-Ogrineanu, este autorul unei monografii a Bechetului care este publicată la 60 de ani de la scriere la inițiativa Emiliei.
Își obține licența în Litere și Filosofie în 1929 la Universitatea din București iar mai apoi, în 1965, doctoratul în filologie la Iași.

## Activitate
În perioada 1930-1938 a fost profesoară de limba română și franceză la Târgu-Jiu și la Drobeta-Turnu Severin, conferențiar universitar la Brașov (1965 - 1969) și apoi profesoară la Universitatea din Sibiu (1969-1972).
Debutează în anul 1938 cu povești publicate în revista Lumea românească. Va mai publica, de-a lungul vieții, versuri, nuvele și articole în mai multe reviste culturale ale vremii, printre care „România Literară”, „Licurici”, „Steaua”, „Tribuna”, „Iașul literar”, „Hotarul”, „Jurnalul de dimineață”, „Argeș”, „Astra”, „Cronica”, „Timpul”, „Tânărul scriitor” și „Adevărul literar și artistic”. În revistele publicate înainte de 1989 scrie sub pseudonim, Anca, Tanți Mili, Simina Calomfir, Otilia Florin, Sulfina fiind doar câteva dintre ele.
A publicat și sub pseudonimele Simina Calomfir, Otilia Florin, Tanți Mili.
A făcut parte din Uniunea Scriitorilor din România filiala Brașov.

### Opera literară
Deși a scris pentru reviste și a lansat un volum de poezii, cea mai mare contribuție a sa pentru istoria literaturii este dată de volumele de monografie pentru Barbu Ștefănescu Delavrancea (i-a dedicat 40 de ani din viață), drept pentru care Cella Delavrancea a numit-o „cercetătoare înnăscută”:
- Delavrancea, om, literat, patriot, avocat (1940);
- Dă-mi o fărâmă de lumină, poeme (1942);
- Delavrancea. Bibliografie, (1958);
- Delavrancea (1975);
- Cronica din Bechet (1976);
- Monografie Gheorghe Lazăr (1982);
- Pe urmele lui Delavrancea (1986).

## Premii
- Premiul Asociației Scriitorilor, Filiala Brașov (1969, 1979).[5]